# Puls (film 2006)
Puls (tytuł oryg. Pulse) – amerykański film fabularny z 2006 r. Remake japońskiego filmu pod tym samym tytułem z 2001 r.

## Treść
Chłopak Mattie popełnia samobójstwo. Dziewczyna, wraz z nowym kolegą Dexterem, odkrywają na komputerze zmarłego misterną stronę internetową. Postanawiają wszcząć w tej sprawie śledztwo i odkrywają, że ta strona internetowa skrywa tajemnicę coraz częściej popełnianych samobójstw.

## Obsada[1]
- Kristen Bell - Mattie
- Tate Hanyok - Dziewczyna w kafejce
- Ian Somerhalder - Dexter
- Christina Milian - Isabelle Fuentes
- Rick Gonzalez - Stone
- Riki Lindhome - Janelle
- Jonathan Tucker - Josh
- Samm Levine - Tim
- Amanda Tepe - Margaret
- Joseph Gatt - Uber Phantom
- Cal Thomas - Webcam Man
- Kel O'Neill - Douglas Ziegler